# Steyl
Steyl (in limburghese Sjteil) è una località dei Paesi Bassi, nel Limburgo, ricompresa nel territorio del comune di Venlo. Si estende su un'area di 1,64 km² ed al 31 dicembre 2005 contava 4 189 abitanti.

## I missionari di Steyl
Parte delle diocesi cattolica di Roermond, l'8 settembre del 1875 il sacerdote tedesco Arnold Janssen (1837-1909) vi inaugurò un seminario per la formazione del clero missionario che fu all'origine della Società del Verbo Divino (detti anche missionari di Steyl).
Nel 1889, insieme alle religiose Maria Helena Stollenwerk e Josepha Hendrina Stenmanns, Janssen vi fondò la congregazione delle Serve dello Spirito Santo (oggi divise in Missionarie Serve dello Spirito Santo e Suore Serve dello Spirito Santo dell'Adorazione Perpetua).